# Cosmin Năstăsie
 Cosmin Năstăsie  (sinh ngày 22 tháng 6 năm 1983 Drăgăşani, România) là một cầu thủ bóng đá người România hiện tại thi đấu cho đội bóng România Mioveni.